# George Frederick Pinto

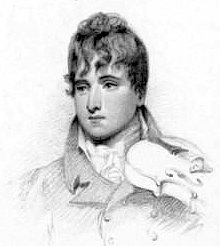
G.F. Pinto

George Frederick Pinto (* 25. September 1785 in Lambeth als George Frederick Sanders oder Saunders; † 23. März 1806 in Chelsea) war ein englischer Komponist und Klaviervirtuose.

## Leben
Seine Mutter Julia war die Tochter des englischen Geigers Thomas Pinto (1727–1782), dessen Vater neapolitanischer Herkunft war. George war selbst zunächst ein Wunderkind auf der Violine, im Alter von acht Jahren nahm ihn der Impresario Johann Peter Salomon unter seine Fittiche. Pinto nahm den Geburtsnamen seiner Mutter an und trat 1796 in London mit einem Konzert hervor. Während des Rests seiner kurzen Karriere spielte er regelmäßig bei Konzerten in London und in den englischen Provinzen und machte zwei kurze Konzerttourneen nach Paris.
Pinto begann anscheinend erst Klavier zu spielen, als er bereits ein professioneller Geiger war, aber es wurde bald zu seinem bevorzugten Instrument. Er schrieb eine Anzahl Stücke für beide Instrumente, von denen einige bei seinem Tod unvollendet blieben. Andere, darunter ein Violinkonzert, sind verloren gegangen. Die meisten Kompositionen entstanden innerhalb von drei Jahren. Seine Werke wurden erst in den 1960er Jahren wiederentdeckt. Er verstarb im Alter von 20 Jahren, vermutlich an Tuberkulose, dem Vernehmen nach als ein "Märtyrer der Genusssucht", nachdem er in Birmingham ein Wohltätigkeitskonzert gegeben und in einem feuchten Raum übernachtet hatte. J.P. Salomon schrieb zu seinem Tod: Wenn er weitergelebt und den Versuchungen der Gesellschaft widerstanden hätte, wäre England die Ehre zuteil geworden, einen zweiten Mozart hervorzubringen.
Pintos komplettes Klavierschaffen spielte Marek Toporowski auf historischen Tasteninstrumenten auf CD ein.

## Werke (Auswahl)
- 3 Favorite Airs für Klavier op. 2 (1802)
- Six Canzonetts für Singstimme und Klavier (Birmingham, 1803)
- Four Canzonettes für Singstimme und Klavier (Edinburgh)
- 2 Klaviersonaten op. 3 (1803)
- A Grand Sonata c-Moll für Klavier (1803)
- 3 Klaviersonatinen op. 4 (1804)
- 3 Duette für 2 Violinen op. 5
- Drei Sonaten für Violine und Klavier (1806)